# Sandawana FC
O Sandawana FC é um clube de futebol com sede em Makheka, Lesoto. A equipe compete na Lesotho Premier League.

## História
O clube foi fundado como Mpharane Celtics e renomeado em 2014 para Sandawana FC.